# Bavayia kunyie
Bavayia kunyie — вид геконоподібних ящірок родини диплодактилідів (Diplodactylidae). Ендемік Нової Каледонії. Описаний у 2022 році. 

## Поширення і екологія
Bavayia kunyie мешкають в прибережних районах на південному сході Нової Каледонії, а також на островах Пен. Вони живуть в чагарникових заростях і тропічних лісах. Живляться переважно комахами.